# 藤原貞嗣
藤原 貞嗣（ふじわら の さだつぐ）は、平安時代初期の公卿。名は貞継とも記される。藤原南家、参議・藤原巨勢麻呂の十男。位階は従三位。

## 経歴
延暦13年（794年）従五位下に叙爵し、延暦16年（797年）民部少輔に任ぜられる。のち、備前守・典薬頭を歴任するが、この間の延暦22年（803年）には暴風雨のため渡航に失敗し破損した遣唐使船の被害状況の調査を行っている。延暦23年（804年）左少弁、延暦25年（806年）従五位上・右中弁に叙任されるなど、桓武朝末は弁官を務めながら順調に昇進した。
平城朝では弁官を辞任するなど昇進が停滞する。嵯峨朝に入り、大同5年（810年）正月に正五位下に叙せられると、同年9月の薬子の変に際して近江守に任ぜられ、平城京にいた平城上皇と東国を分断する役割を担い、乱後の11月には従四位下と続けて昇叙された。
その後も、右京大夫・皇后宮大夫を務める一方で、弘仁6年（815年）従四位上、弘仁7年（816年）蔵人頭と順調に昇進し、弘仁10年（819年）参議に任ぜられ公卿に列す。弘仁11年（820年）正四位下・右大弁に叙任される。弘仁年間中盤に右大臣の藤原園人や中納言の藤原縄主・藤原葛野麻呂ら大官が相次いで没し、中納言以上の公卿がわずか3名（藤原冬嗣・藤原緒嗣・文室綿麻呂）になっていたことから、弘仁12年（821年）の正月に参議から中納言への登用が行われた際に、良岑安世とともに中納言に昇進している。
『日本後紀』の編纂にも参画したものの、完成を見ることなく弘仁15年（824年）1月4日薨去。享年66。最終官位は中納言従三位兼行宮内卿。

## 官歴
注記のないものは『日本後紀』による。
- 延暦13年（794年） 正月10日：従五位下[3]
- 延暦16年（797年） 3月27日：民部少輔
- 延暦17年（798年） 7月27日：備前守[3]
- 延暦22年（803年） 3月18日：典薬頭[3]
- 延暦23年（804年） 6月9日：左少弁
- 延暦25年（806年） 正月28日：兼丹後守、止典薬頭。2月14日：従五位上。2月16日：右中弁、丹後守如元
- 大同3年（808年） 日付不詳：止右中弁[3]
- 大同5年（810年） 正月7日：正五位下。9月10日：近江守。11月22日：従四位下
- 弘仁3年（812年） 2月10日：右京大夫
- 弘仁6年（815年） 7月13日：従四位上、皇后宮大夫（皇后・橘嘉智子）
- 弘仁7年（816年） 11月：蔵人頭[3]
- 弘仁9年（818年） 正月10日：兼伊予守[3]
- 弘仁10年（819年） 3月1日：参議、大夫守如元[3]。7月：兼治部卿、大夫守如元[3]
- 弘仁11年（820年） 正月27日：右大弁[3]。11月：正四位下[3]
- 弘仁12年（821年） 正月7日：従三位[3]。正月9日：中納言[3]。11月：兼宮内卿[3]

## 系譜
『尊卑分脈』による。
- 父：藤原巨勢麻呂
- 母：藤原永手の娘
- 妻：紀沙弥の娘
  - 男子：藤原三藤
  - 男子：藤原常守
- 妻：栄山諸依の娘
  - 男子：藤原安野
  - 男子：藤原高岑
  - 男子：藤原高仁（?-835）
- 妻：多治比公成の娘
  - 男子：藤原岑人
- 生母不詳の子女
  - 男子：藤原吉備[1]
  - 男子：藤原直世